# Crématorium

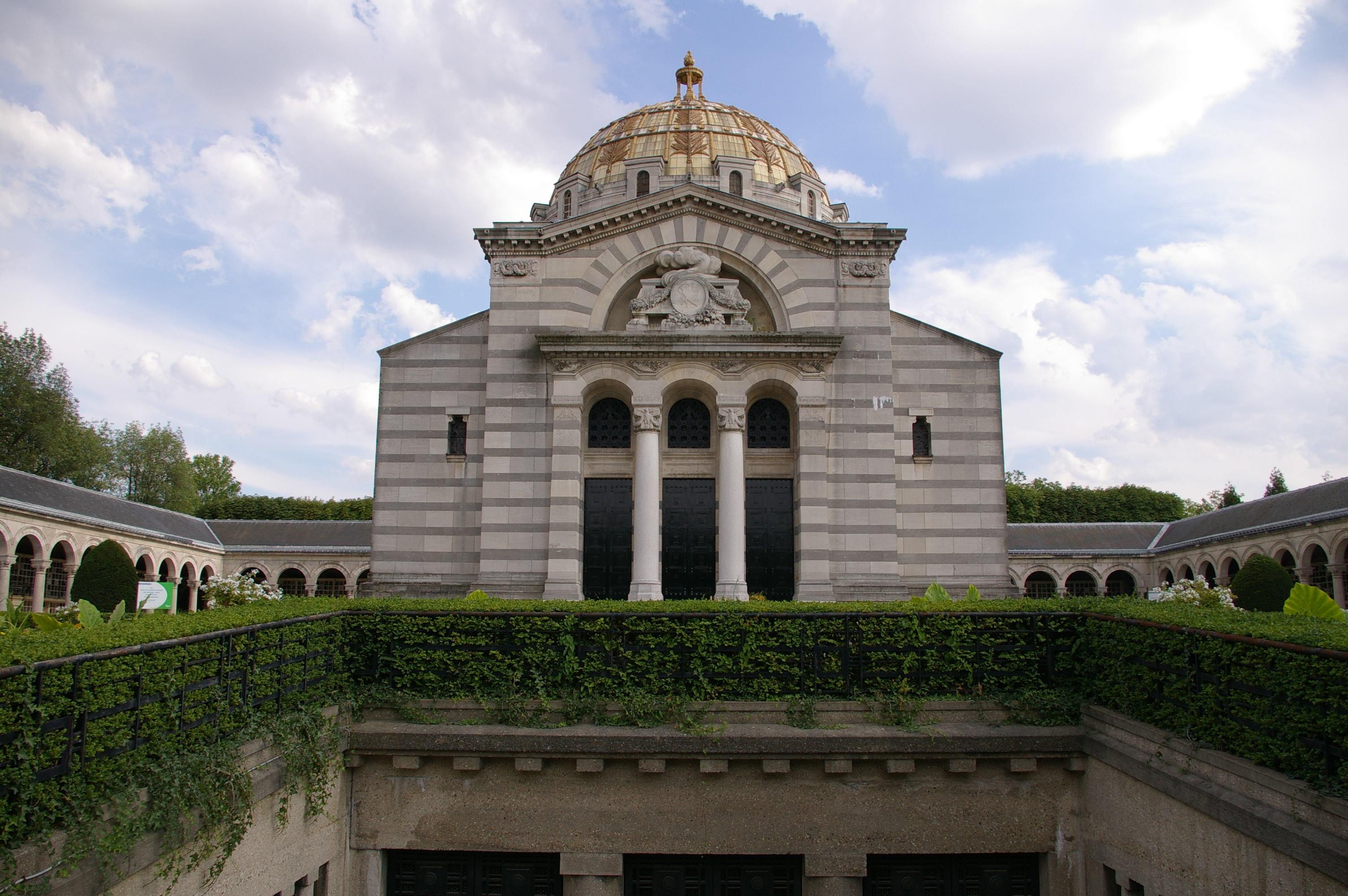
Crématorium du Père-Lachaise à Paris, plus ancien crématorium de France.

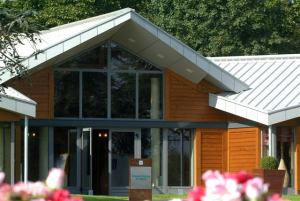
Crématorium de Metz.

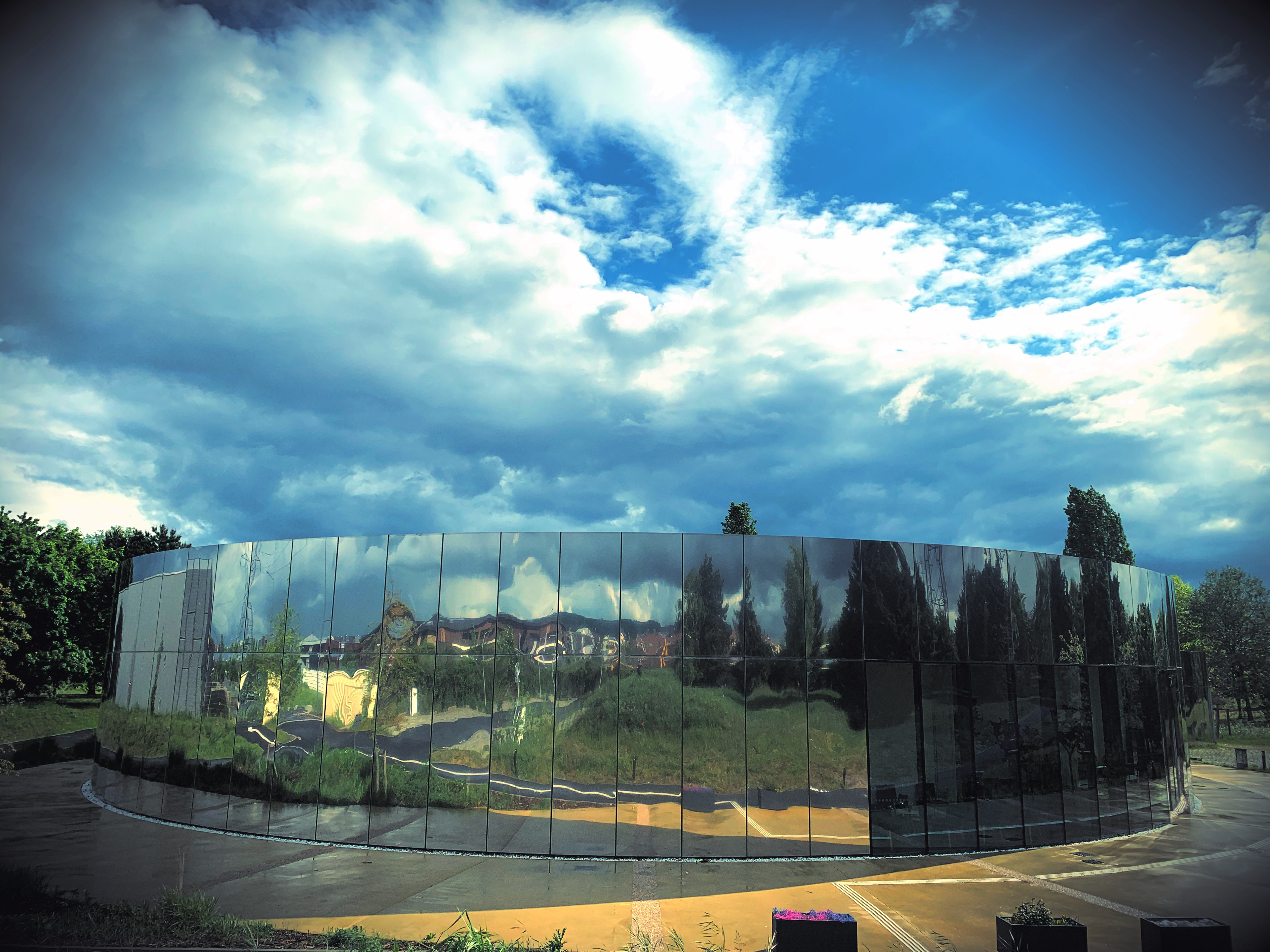
Crématorium de Cormeilles-en-Parisis (95)

Le crématorium est un bâtiment dans lequel on crématise les défunts. À côté de cela, ce bâtiment permet aussi aux familles de rendre un dernier hommage au proche, lors d'un moment de recueillement. La gestion d'un crématorium consiste donc d'une part à mener à bien l'acte technique de crémation, d'autre part à accueillir les familles et à les accompagner dans ce moment difficile.

## Histoire
L'histoire de la crémation remonte sans doute à la préhistoire. 

### En Europe
En 2000, les pays qui la pratiquaient le plus (en termes de taux de crémations par rapport aux décès) sont (ordre décroissant) le Danemark avec 72 % des morts ; la Grande-Bretagne, 70 ; la Suède, 69 ; la Suisse, 65 ; les Pays-Bas, 49 ; la Norvège, 31 ; la Belgique, 28 ; la Finlande, 26 ; la France et Autriche, 18 ; l'Irlande, 5 ; l'Espagne, 4 ; l'Italie, 2 ; le Portugal, 1.
Elle est préférée en Europe du Nord dans les communautés à influence protestante, et plus rare en Europe du Sud et en Irlande (où l'influence catholique est plus marquée).
On est passé[Où ?] de 5 000 crémations/an en 1980 (soit environ 1 % des morts)  à 129 392 /an en 2005 (près du quart des morts).

## En France
En 1887, une loi sur les libertés funérailles est votée. Dès lors, toute personne majeure ou émancipée peut choisir son mode de sépulture (crémation ou inhumation).
Cependant, les crématoriums ont connu des débuts difficiles car ce n'est qu'en 1963 que l'Église catholique autorise la crémation (pendant près de 80 ans la crémation était condamnée par le Vatican). 
Le privilège du monopole funéraire jusque janvier 1998 ne favorisa pas la construction de crématorium ni la promotion de ce choix, une cérémonie avec crémation étant d'un coût moins élevé d'environ 30 % que celle d'obsèques avec inhumation en cimetière...
Le premier crématorium français a été créé en 1889 à Paris, dénommé aujourd'hui crématorium du Père-Lachaise. D'autres crématoriums sont rapidement mis en service : Rouen (1899), Reims (1903), Marseille (1907), Lyon (1914) et Strasbourg (1922). Il faudra attendre 1972 pour qu'un autre crématorium soit mis en fonction à Cornebarrieu près de Toulouse. En 1980, la France compte 9 crématoriums, 41 en 1990. En 1980 la France n'avait que 9 crématoriums contre 120 en 2006 (où une trentaine de projets étaient en outre en cours de réalisation ou d’étude), et 147 à la fin 2012,. Désormais, toutes les régions métropolitaines sont équipées de crématoriums. Le nombre de crémations est passé de 5 % des décès dans les années 1990 à 26 % en 2006.

### Législation
Un projet de loi vise à instaurer un « schéma régional des crématoriums » pour garantir une bonne répartition géographique des établissements.
Depuis 1993, l'exploitation d'un crématorium peut se faire par le biais de la délégation de service public. Dans ce cas la gestion et, le cas échéant, la construction du crématorium sont concédées à un opérateur économique choisi selon une procédure conforme aux exigences du code de la commande publique. Celui ci assume alors le risque de l’exploitation.
Avec l'augmentation de l'utilisation de la crémation dans les pays occidentaux où l'amalgame dentaire a été très largement utilisé en dentisterie, le mercure, notamment, est depuis les années 1990 source de préoccupation croissante pour la qualité de l'air, dans le crématorium lui-même pour les employés (selon une étude récente (2017) en moyenne au moment de l'ouverture d'une porte de chambre de combustion, la teneur de l'air monte à 500 000 particules/cm³), et  en aval des rejets aériens de crématoriums,. Autour des crématoriums la pollution mercurielle est plus élevée. 
Des systèmes de filtration (filtre à manches) sont appliqués ou obligatoires aux crématoriums, plus ou moins utilisés selon les pays. L'adsorption sur charbon activé est envisagée, pour réduire la pollution mercurielle notamment. Ces technologies de filtration sont empruntées à l'industrie de l'incinération des déchets. 
Contrairement aux autres pays européens, la France n'avait pas imposé de filtres limitant les rejets polluants dans l’atmosphère de mercure, plomb, dioxine et autres substances nocives. Un arrêté de janvier 2010 oblige les crématoriums français à s'équiper avant le 17 février 2018.
Les gaz de combustion sont généralement évacués vers l'atmosphère par un conduit de fumée réfractaire. Étant à très haute température, il est possible de récupérer leur énergie thermique, par exemple pour un réseau de chaleur, le chauffage du funérarium, ou d'autres installations ; les efforts pour ne pas gaspiller de chaleur fatale peuvent être vécus comme positif ou négatif, selon le public.

## Au Luxembourg
Il n'existe qu'un seul crématorium au Luxembourg : le crématorium de Hamm, ouvert en 1995.

## Pollution, environnement et risques pour la santé
La crémation est une pratique en augmentation régulière dans le monde et en tant que système de combustion, elle contribuent, avec d'autres, à détériorer la qualité de l'air, urbain notamment.

### Emissions de gaz à effet de serre
L'industrie de la crémation doit faire face à une augmentation chronique du nombre de cadavres à brûler (augmentation de fond résultant de la croissance démographique mondiale), aggravée en 2019-2020 par l'impact de la pandémie de COVID-19 (en période de pandémie, la crémation est encouragée car limitant a priori les risques de diffusion du pathogène en cause ; elle limite aussi la consommation de sol pour les cimetières ; si chacun des environ 7,87 milliards de terriens vivant en 2021 devait bénéficier d'une place de cimetière de 10 m2, et que ces places étaient collées les unes aux autres (sans allées), 7870000 km2 de sol seraient occupés (soit presque la surface de toute l'Australie). La combinaison de ces deux facteurs a conduit à des émissions de carbone qui dans ce secteur ont augmenté plus que prévu, contribuant à éloigner le monde des objectifs du protocole de Kyoto et de l'accord de Paris (neutralité carbone nette d'ici 2050).
Même si quelques crématoriums ont été équipés de système de récupération et de valorisation de chaleur, du point de vue énergétique et du climat, la crémation n'apparait plus comme une solution soutenable. 
Le choix d'alternative a faible empreinte carbone et faible empreinte écologique fait l'objet de recherches. Les diverses méthodes d'inhumation ont une empreinte carbone qui varie considérablement ; Au vu du nombre annuel de décès dans le monde, et en retenant le chiffre de 245 kg comme émissions moyennes de carbone par décès, un modèle d'avantage comparatif récent (publiée 2022) a conclu que la cryomation serait le système le plus économe en énergie et le plus efficace pour réduire les émissions de carbone dues à la crémation. 

### Pollution de l'air et de l'environnement

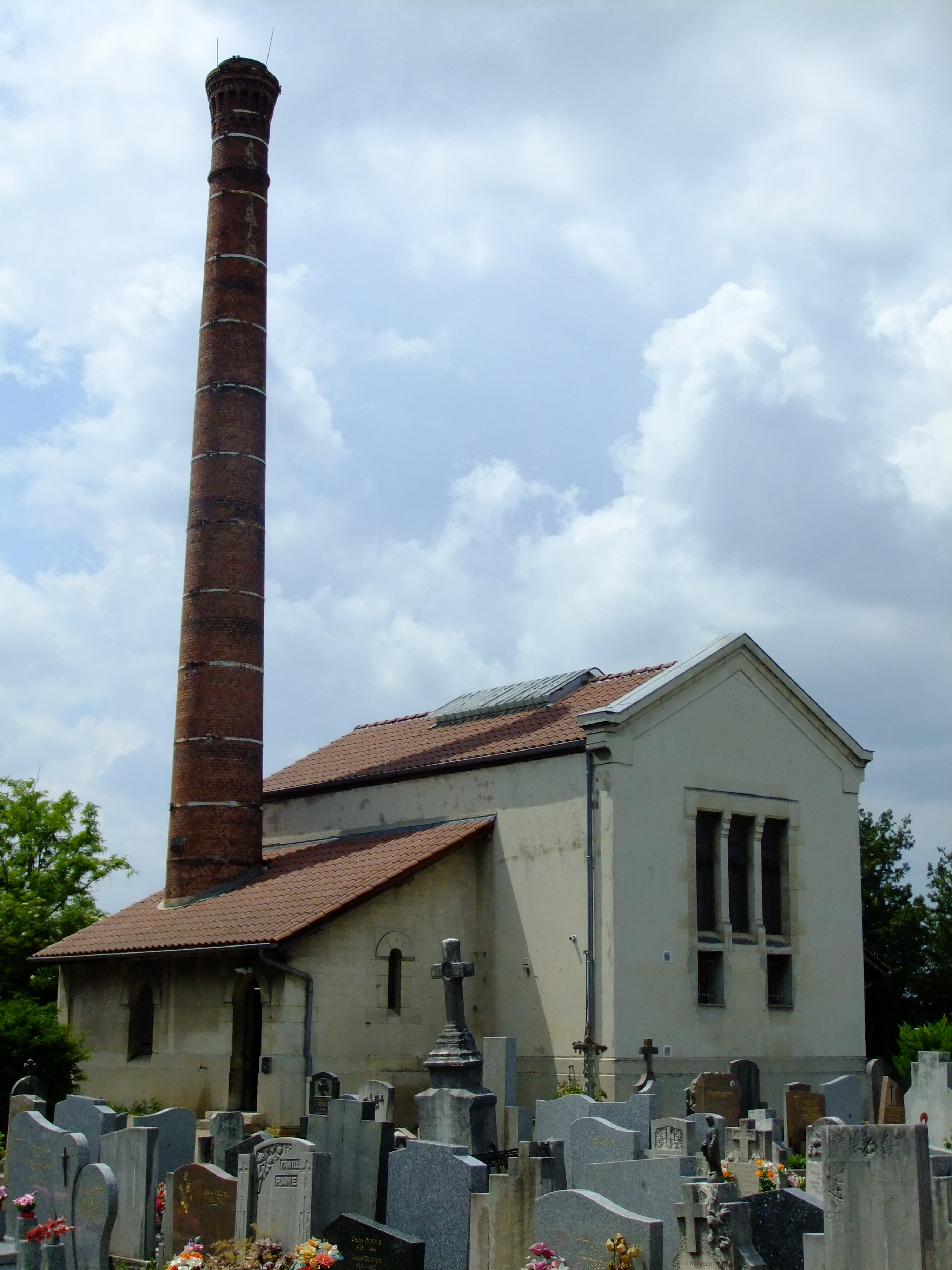
Ancien crématorium de Loyasse, sans dispositif de filtration ou lavage des fumées

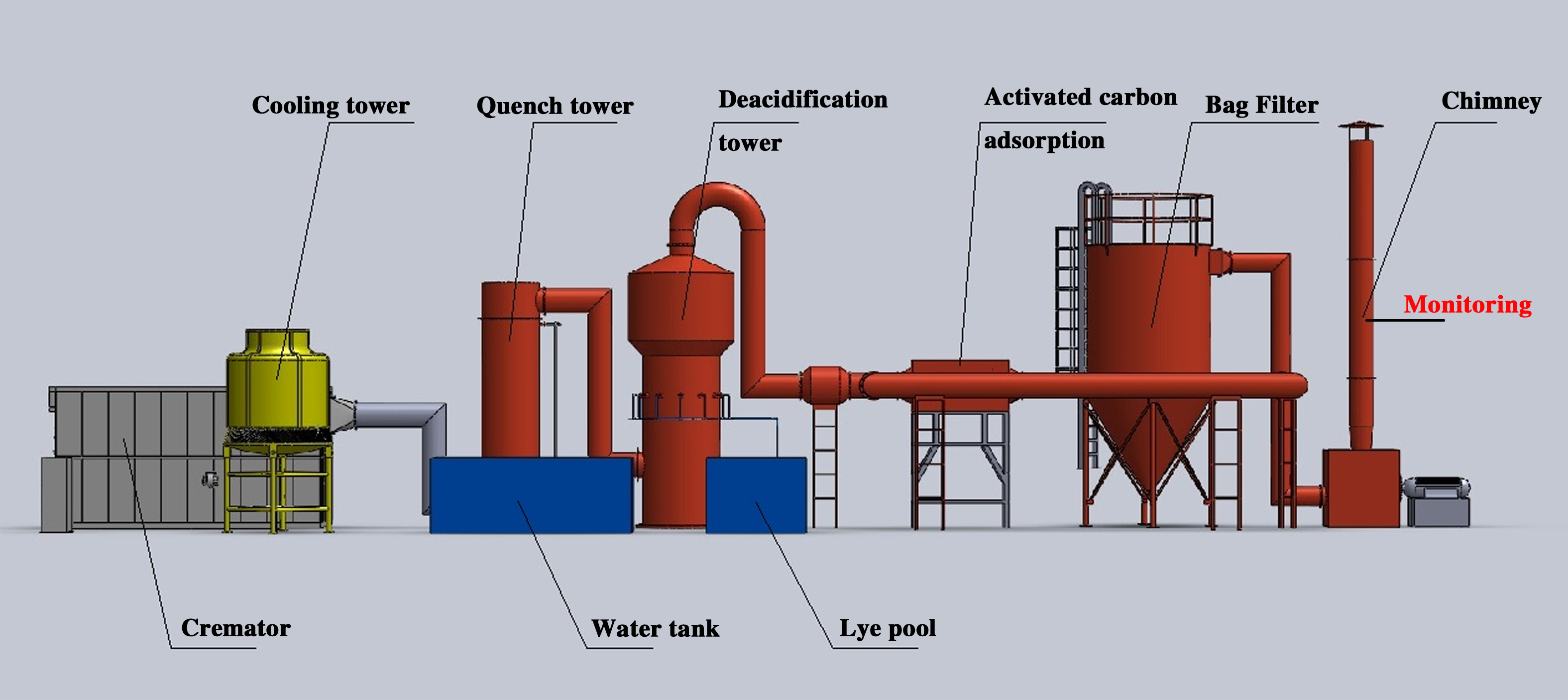
Les éléments en couleur sont les systèmes recommandé en 2018 de post-traitement des gaz de combustion d'un incinérateur de crématorium, afin pour moins polluer l'air.
Peu de crématorium en disposent dans le monde

L'industrie funéraire (et en particulier les secteurs de l'autopsie et de la thanatopraxie)  sont des sources importantes de polluants métalliques et organiques (toxiques et écotoxiques) ; notamment en raison de la présence de résidus de médicaments, de radiomédicaments, de biocides, de produits chimiques utilisés pour l'embaumement et parfois de drogues illégales dans les corps arrivant au crématorium. Au sein de cette industrie, la crémation est souvent, à tort, assimilé à une solution "propre" d'élimination des cadavres,. Elle permet d'économiser de la place dans les cimetières, mais en étant une source croissante de pollution de l'air dans le monde, avec des émissions de CO2 et de nombreux autres composés, métalloïdes et métaux (dont le mercure notamment, pour lequel des indices d'effets sur la santé des habitants vivant à proximité du crématorium existent).

Ainsi, une étude anglaise (2003) a porté sur 3 234 cas de mortinaissances, 2 663 décès néonataux et 1569 anomalies congénitales létales pour un total de 244 758 naissances de mères vivant en Cumbria entre 1956 et 1993 a conclu « après ajustement pour la classe sociale, l'année de naissance, le rang de naissance et les naissances multiples » à « un risque accru d'anomalie congénitale mortelle, en particulier le spina bifida (odds ratio 1,17, IC 95%: 1,07 à 1,28) et les malformations cardiaques (odds ratio 1,12, IC 95%: 1,03 à 1,22) autour des incinérateurs avec un risque accru de mortinaissance (odds ratio 1,04, IC 95%: 1,01 à 1,07) et d'anencéphalie (odds ratio 1,05, IC 95%: 1,00 à 1,10) autour des crématoriums ».
Selon la Cremation Association of North America (CANA) : une crémation dure de 2 à 3 heures dans une chambre de crémation scellée où température varie de 760 à 1 149 °C (1 400 à 2 100 °F) et où le débit d'air est compris entre 2 000 à 2 500 cfm (pieds cubes par minute). La crémation est suivie d'une période de refroidissement d'une heure avec une ventilation (débit d'air de 500 à 1 000 cfm).
Émissions liées à la combustion du carburant (gaz de ville en général) et à la combustion du corps,. 
- Gaz de combustion (dont le volume dépendra beaucoup de la taille et du poids du cadavre, qui affecte la température de combustion initiale, la durée pendant laquelle les émissions sont émises (1,5 à 5 heures) et la quantité totale d'émissions[21] : 
  - monoxyde de carbone (CO, toxique) et dioxyde de carbone (Gaz à effet de serre et acidifiant) ;
  - oxydes d'azote (NOx) ;
  - dioxyde de soufre (SO2, puissant acidifiant) ;
  - composés organiques volatils (COV, pouvant inclure du benzène cancérigène (jusqu'à 50% des COV émis par les incinérateurs de Pékin vers 2015)[14] des polychlorodibenzo-p-dioxines ou PCDD, des dibenzofuranes ou PCDF et des hydrocarbures aromatiques polycycliques ou HAP, entre autres) ;
  - vapeurs de métalloïdes et de métaux lourds, le plus cité et le plus significatif étant le mercure (Hg) particulièrement volatil à ces températures ; essentiellement issu des amalgames dentaires.
- pollution particulaires :
  - Nanoparticules : selon une étude japonaise (2020), lors de l'ouverture de la porte d'un four de crématorium, le taux de nanoparticule atteindrait au moins 500 000 particules/cm3. Puis rapidement (en quelques minutes) ces nanoparticules s'agrègent pour former des particules plus lourdes et de plus grande taille[22] ;
  - particules fines (PM10);
  - particules ultrafines (PM2,5).

En 2020, en Colombie-Britannique, les crématoriums émettent dans l'air environ 1,20 g de mercure par corps incinéré. Or environ 30 000 corps ont été brûlés dans la province en 2016, libérant près de 36 kg de mercure élémentaire sous forme de vapeur dans l’atmosphère. À l'échelle de la Colombie-Britannique, la crémation des morts représente plus de 7 % des émissions totales de mercure dans l'air. Une évolution des risques a conclu que la pollution du sol due à ce mercure ne dépasse pas en Colombie-Britannique les niveaux de sécurité, mais selon ses auteurs « si le nombre de crémations augmente, il pourrait atteindre des niveaux considérables, soulignant la nécessité d’élaborer un plan national similaire à celui d’autres pays ».
À Mexico, les émissions polluantes de trois fours crématoires équipés de dispositifs permettant de contrôler plus ou moins finement leur alimentation en air, ont été échantillonnées aux cheminées durant 6 mois. L'étude (2022) visait à évaluer (via un modèle de dispersion de panaches) l'exposition de la population environnante à cette pollution. Aucune différence significative n'a été observée pour les émissions d'arsenic et de métaux entre les différents systèmes, mais les taux de monoxyde de carbone, de particules, de carbone élémentaire, de carbone organique et d'hydrocarbures aromatiques polycycliques étaient très différents (jusqu'à sept fois plus élevées dans les crématoriums sans dispositif de contrôle de l'arrivée en air dans le foyer. Dans tous les cas, les normes de pollution de l'air étaient dépassées. 
Les autres notent aussi que - sauf pour le taux de carbone élémentaire et organique, qui était corrélé au poids du cadavre, les autres caractéristiques enregistrées du cadavre ne semblaient pas influer sur l'émission de polluants. La modélisation de la dispersion de particules et de vapeur de mercure au-dessus de Mexico indique que quand 35 crématoires fonctionnent simultanément durant une heure, les PM2,5 augmentent de 0,01–1 μg m−3 et le Hg de 0,01–0,1 ng m−3 à Mexico, respectivement, dans ce scénario.
Un cas particulier est la crémation de cadavres contenant des isotopes radioactifs (ex : personnes accidentellement contaminées par inhalation ou ingestion de radionucléides, ou personnes traitées par curiethérapie et/ou porteuses d'un implant radioactif (le plus souvent, il s'agit d'implants prostatiques à l'iode I-125, implants de plus en plus couramment utilisés contre le cancer de la prostate ; dans la grande majorité des cas, la crémation peut être effectuée en toute sécurité car cet iode radioactif a une faible période de demi-vie (60 jours environ) et le pronostic de survie après ce traitement est bon. Les seuls cas posant problème (rares) sont ceux de patients morts accidentellement (infarctus, accident automobile...) peu après la pose de leur implant prostatique. Des précautions devraient dans ce cas être prises pour la manipulation des restes incinérés (et ces restes ne devraient pas être répandus dans la nature avant un délai de 20 mois, décompté à partir de la date de la pose de l'implant, si l'on se réfère à la recommandation de l'AAPM TG-56 voulant que les grains radioactifs indésirables doivent perdre leur radioactivité en stockage durant 10 demi-vies avant d'être jetées dans les ordures ordinaires). 
De premières recommandations datent des années 1970 ; d'autres ont suivi, certaines recommandant par précaution un délai plus long ; ainsi « une agence provinciale canadienne sur le cancer recommande que le corps d'un patient ayant reçu un implant prostatique de type I-125 ne soit pas incinéré dans les deux ans suivant la date de pose de l'implant ». En 2001, William Que appelle les institutions à « mettre en place des lignes directrices pour faire face à la question de la crémation » dans ce cas particulier. En 2019, il n'y a pas de directive européenne ni de réglementations internationales relatives à la crémation des patients morts avec un traitement radioactif. Par exemple aux États-Unis, les règles et les contrôles varient selon les États, de même que dans le monde, et les recommandations sont souvent mal appliquées. Cette même année 2019, la revue Jama a signalé la contamination radioactive d'un crématorium (chambre d'incinération, mais aussi filtre à vide et broyeur d'os, avec un taux d'exposition atteignant 7,5 mR par heure un mois après l'incinération  d'une personne qui avait 5 jours avant reçu une injection de lutécium radioactif ; Lu177). À cette occasion il a été constaté que l'urine de l'opérateur contenait du technétium (Tc99m) avec une activité de 1,47 pCi par 24 heures alors que ce dernier n'a jamais reçu de technétium Tc 99m dans le cadre d'un acte de médecine nucléaire.
La radioprotection a beaucoup progressé concernant l'administration de produits radiopharmaceutiques chez des patients vivants, mais ces produits constituent encore un « défi de sécurité post-mortem unique et souvent négligé » et le risque n'est plus négligeable au vu de la quantité croissante d'interventions : en 2006 (statistique les plus récentes disponibles en 2019), 18,6 millions d'interventions de médecine nucléaire avaient été réalisées aux États-Unis, et près de 40 millions dans le monde..
| Radionucléides        | Type     | Demi-vie   | Énergie                 |
| --------------------- | -------- | ---------- | ----------------------- |
| Césium 137 (137Cs)    | Rayons γ | 30,17 ans  | 0,662 MeV               |
| Cobalt 60 (60Co)      | Rayons γ | 5,26 ans   | 1,17 ; 1,33 MeV         |
| Iridium 192 (192Ir)   | Rayons γ | 74,0 jours | 0,38 MeV (milieu)       |
| Iode 125 (125I)       | Rayons X | 59,6 jours | 27,4 ; 31,4 et 35,5 keV |
| Palladium 103 (103Pd) | Rayons X | 17,0 jours | 21 keV (milieu)         |
| Ruthénium 106 (106Ru) | Rayons β | 1,02 an    | 3,54 MeV                |

Quand un patient soigné par l'AAPM (American association of physicists in medicine) décède, sa prostate est théoriquement retirée du corps avant que ce dernier soit incinéré, mais ailleurs, au début du XXIe siècle, la crémation semble souvent pratiquée avec les éléments radioactifs encore présents dans le corps.
La famille n'est pas toujours informée de la présence d'un implant radioactif dans le cadavre ; et les règlements sur la gestion et l'élimination des déchets radioactifs (et le port du masque par le crématiste) sont rarement appliqués par les crématoriums. 
Selon le site Web de la U.S. Nuclear Regulatory Commission, le corps d'un patient mort en juillet 2000, cinq jours après la pose d'un implant prostatique I-125. présentait une activité radioactive corporelle estimée à 9,8 mCi : avec autorisation du NRC, il a été incinéré avec son implant et on a montré que le sac plastique contenant ses cendres émettait 2 mR/h (mais la dose de l'urne métallique contenant ce sac plastique était comparable au niveau de fond. Un autre corps incinéré émettait, lui, une dose de 12 mCi d'I-125. Si le patient meurt juste après l'implantation, sa dose corporelle est de 60 mCi.

Dans ce type de cas, lors de la crémation, la majeure partie de l'I-125 est libérée dans l'air, sans que leur cinétique soit ensuite connue, cinétique variant selon la hauteur de la cheminée, la vitesse du flux émis et sa température, la vitesse moyenne du vent, la configuration de l'environnement... 
Les victimes de la catastrophe de Tchernobyl les plus radioactives étaient enterrés dans des cercueils de plomb, noyés ou disposés sous du béton spécial contenant également du plomb.
D'autres préoccupations émergentes concernent les cadavres de personnes traitées avec des nanoproduits ou nanobiomatériaux issus du génie biomédical

## Automatisation
Le temps de crémation varie de 70 à 210 minutes ; la fin de la crémation est généralement décidée par l'opérateur qui arrête le processus de crémation,
Un contrôle de plus en plus informatisé associé à des capteurs de température et d'oxygène au sein de l'unité et l'utilisation d'algorithmes préprogrammés basés sur le poids du défunt permettent à l'unité de fonctionner avec moins d'intervention de l'utilisateur, en rationalisant la consommation de carburant et les tenues de registres à des fins de suivi, d'environnement et de maintenance.

## Capacité
Elle est calculée en fonction de la population, de sa démographie et pyramide des âges et en fonction de la demande du public. 
Lors des épidémies ou à la suite de catastrophes naturelles ou technologiques, il peut arriver que les crématoriums soient saturés ou débordés. 
Ainsi lors de la pandémie de Covid-19, début avril 2020, la Catalogne a franchi le pic de 3 000 morts/jours et à Barcelone, des corps brûlaient 24 heures sur 24, sans que le crématorium puisse répondre à la demande (qui a augmenté de 80%). Le délai d'attente de crémation est passé à plus de 10 jours et pourrait atteindre un mois. Les corps sont aspergés d’eau de javel (un produit chloré qui est source de dioxines et de furanes lors de la combustion) ; et la municipalité a annoncé qu'elle comptait faire enterrer bon nombre de victimes pour éventuellement les déterrer plus tard et les incinérer si les familles le souhaitent.
La ville doit construire un second crématorium en urgence.